# Železniška postaja Višnja Gora
Železniška postaja Višnja Gora je ena izmed železniških postaj v Sloveniji, ki oskrbuje mesto Višnja Gora z bližnjo okolico. Zgrajena je bila v 19. stoletju.

## Galerija
- Pogled s ceste
- Postaja pozimi
- Postaja ob mobilizaciji 1914. leta